# Alejandro González Iñárritu
Alejandro González Iñárritu (Città del Messico, 15 agosto 1963) è un regista, sceneggiatore e produttore cinematografico messicano, vincitore di cinque Premi Oscar, quattro Golden Globe, tre BAFTA e due David di Donatello.
I suoi film da regista comprendono Amores perros, 21 grammi, Babel, Biutiful, Birdman, Revenant - Redivivo e Bardo, la cronaca falsa di alcune verità.
González Iñárritu è stato il primo regista messicano a ricevere una candidatura come miglior regista agli Oscar e dalla Directors Guild of America, il secondo a vincerlo dopo Alfonso Cuarón e il primo a vincerne due consecutivamente. È stato anche il primo messicano ad aver vinto il premio per la miglior regia al Festival di Cannes per Babel. Nel 2015 vince tre Premi Oscar come miglior film, miglior regista e migliore sceneggiatura originale per Birdman o (L'imprevedibile virtù dell'ignoranza). Nel 2016 il suo Revenant - Redivivo vince tre Golden Globe, due dei quali (miglior film drammatico e miglior regia) vanno a lui, venendo anche candidato ai Premi Oscar 2016 per ben 12 statuette, vincendone tre (a lui va quella per miglior regista). Assieme a John Ford e Joseph L. Mankiewicz, detiene il record di due Oscar per la regia per due anni consecutivi. Nel 2018 è stato insignito dell'Oscar onorario (il primo da quello assegnato a John Lasseter per Toy Story nell'edizione del 1996) per aver diretto in realtà virtuale il cortometraggio Carne y Arena.

## Biografia

### Le origini e gli inizi
Alejandro González Iñárritu è figlio di Héctor González Gama e Luz María Iñárritu. Passa la sua infanzia a La Colonia Narvarte, un quartiere borghese vicino al centro di Città del Messico. Il padre è un ricco dirigente di banca ma quando Alejandro ha cinque o sei anni, la famiglia González Iñárritu subisce un tracollo finanziario e va in bancarotta. Alejandro racconta che il padre è stato una fonte di ispirazione e si è sempre preso cura della sua famiglia con la “determinazione e forza di un guerriero”. Per sopperire alle necessità della famiglia il padre di Alejandro apre un'attività commerciale in proprio che consiste nel comprare frutta e verdura dal mercato Central de Abastos e rivenderla ai ristoranti durante la giornata. Nonostante le difficoltà economiche, Alejandro passa un'infanzia molto felice.
Durante l'adolescenza Alejandro si imbarca come mozzo su una nave cargo, la prima volta a 17 anni, la seconda a 19: pulendo pavimenti e ingrassando i motori attraversa due volte l'Oceano Atlantico. Dopo la seconda traversata decide di restare in Europa e Africa per un anno vivendo con soli mille dollari. Questa esperienza molto intensa sia dal punto di vista fisico sia intellettuale influenzerà profondamente la visione artistica di Iñárritu negli anni a venire. Sempre a questo periodo risale la lettura dei grandi classici dell'esistenzialismo che definiranno il suo modo di fare cinema.
Al suo ritorno in Messico comincia a studiare comunicazione alla Universidad Iberoamericana. Nel 1984 muove i primi passi della sua carriera come conduttore radiofonico per la stazione messicana WFM. Nel 1986 diviene direttore artistico di questa stazione rock dai gusti eclettici e per cinque anni rimarrà la radio numero uno fra i giovani di Città del Messico. Fra il 1987 e il 1989 compone le colonne sonore per sei lungometraggi messicani. In seguito si dedica allo studio del teatro con il noto regista polacco Ludwik Margules e, più tardi, direzione teatrale con Judith Weston nel Maine e a Los Angeles. Negli anni '90 fonda Z Films con Raul Olvera: l'intento è di scrivere, produrre e dirigere lungometraggi, cortometraggi, spot, audio e programmi televisivi. Nel 1995 Z Films è la più grossa e influente compagnia di produzione messicana e i sette giovani registi che compongono la società arriveranno tutti a dirigere lungometraggi.

### La strada verso la notorietà
Nel 1995 Alejandro scrive, produce e dirige un medio metraggio per la televisione messicana, Detrás del dinero, di cui è protagonista l'attore e cantante spagnolo Miguel Bosé.
È in questo periodo che González Iñárritu incontra e comincia la collaborazione con lo sceneggiatore Guillermo Arriaga: dopo tre anni di lavoro e 36 bozze, il lungometraggio Amores perros (2000) prende forma. Il film, che attraverso tre storie rappresenta crudamente la vita messicana, si guadagna diversi riconoscimenti fra cui una candidatura agli Oscar come Miglior film straniero, Miglior film di lingua non inglese ai BAFTA e il Gran Premio per il miglior lungometraggio e Premio della Critica Giovani alla “Settimana della Critica” del Festival di Cannes 2000. Con più di sessanta premi raccolti nei festival di tutto il mondo Amores perros è il film del 2000 che riceve il maggior numero di riconoscimenti e segna l'esordio cinematografico di Gael García Bernal.
González Iñárritu completa il quinto cortometraggio Powder Keg della serie The Hire creata da BMW e che va ad affiancarsi ai contributi di Ang Lee, Wong Kar-wai, Guy Ritchie e John Frankenheimer. Oltre a questo corto, González Iñárritu filma un segmento per il film indipendente 11 settembre 2001 (2002), un'opera collettiva volta a rappresentare gli effetti sulla coscienza mondiale degli attentati dell'11 settembre e firmata da Claude Lelouch, Shōhei Imamura, Ken Loach, Mira Nair, Amos Gitai e Sean Penn.

### Il trasferimento a Hollywood
Dopo Amores perros nel 2003 González Iñárritu decide di dirigere il suo secondo film, 21 grammi, negli Stati Uniti. Il film, scritto nuovamente da Guillermo Arriaga e nato da un'idea comune fra il regista e lo sceneggiatore, vede come attori principali Benicio del Toro, Naomi Watts e Sean Penn. Il film viene presentato in concorso alla Mostra del cinema di Venezia, e Sean Penn vince la Coppa Volpi per la miglior interpretazione maschile. Alla cerimonia degli Oscar del 2004, Del Toro e Watts sono candidati rispettivamente come Migliore attore non protagonista e Migliore attrice protagonista.
Il progetto successivo, Babel, racconta quattro storie ambientate fra Marocco, Messico, Stati Uniti e Giappone. Il film affianca star come Brad Pitt e Cate Blanchett a un cast che comprende attori al loro esordio cinematografico (fra cui Adriana Barraza e Rinko Kikuchi) e non professionisti. Il film è presentato a Cannes nel 2006 e González Iñárritu riceve il premio per la miglior regia, diventando il primo messicano a vincere questo premio. Babel esce nelle sale a novembre del 2006 e riceve sette candidature per la 79ª edizione degli Oscar, fra cui Miglior film e Miglior regista. Gustavo Santaolalla vince nella categoria Miglior colonna sonora originale. Babel consegue anche il premio come Miglior film drammatico ai Golden Globe il 15 gennaio 2007.
Nel 2006 le strade di Arriaga e González Iñárritu si dividono dopo che Arriaga comincia una campagna stampa per rivendicare allo sceneggiatore il ruolo di coautore del film al pari del regista. A seguito di un'intervista particolarmente polemica di Arriaga pubblicata dalla rivista messicana Chilango, González Iñárritu risponde allo sceneggiatore con una breve lettera in cui si dispiace che il collaboratore “abbia così bisogno dell'attenzione dei media e che dovrebbe provare a dirigere un film” per essere accreditato come autore della pellicola. Questa missiva, scritta come risposta all'intervista di Arriaga, viene ripresa da ogni media messicano e spesso pubblicata fuori contesto. González Iñárritu decide di mitigare i toni dichiarando che nessuno che non abbia mai messo piede sul set o creato un'inquadratura possa reclamare il titolo di autore di un film. A seguito del comportamento di Arriaga, l'invito per lo sceneggiatore ad assistere alla première di Babel al Festival del Cinema di Cannes viene ritirato. Fonti autorevoli dell'industria cinematografica escludono ogni possibilità che i due possano ritornare a lavorare assieme.
Nel 2007 González Iñárritu filma il corto Anna, che viene presentato al Festival del Cinema di Cannes del 2007 come parte del corale Chacun son cinéma. Il film, commissionato per celebrare il 60º anniversario del Festival francese, raccoglie i corti di 33 dei più rinomati registi del mondo fra cui: Roman Polanski, Abbas Kiarostami, i fratelli Coen, Theo Angelopoulos, David Cronenberg, i fratelli Dardenne, Manoel de Oliveira, Hou Hsiao-hsien, Aki Kaurismäki, Takeshi Kitano, David Lynch, Nanni Moretti, Gus Van Sant, Lars von Trier, Wim Wenders e Zhang Yimou. Nel 2008 González Iñárritu produce il film Rudo y Cursi, una commedia diretta da Carlos Cuarón in cui Gael García Bernal e Diego Luna interpretano due fratelli entrambi calciatori professionisti.
Nel 2010 González Iñárritu dirige Write the Future, un video pubblicitario per Nike creato per la Coppa del Mondo FIFA 2010 e in cui compaiono i calciatori Didier Drogba, Wayne Rooney, Theo Walcott, Franck Ribéry, Ronaldinho, Cristiano Ronaldo, Fabio Cannavaro, Andrés Iniesta, Gerard Piqué, Cesc Fàbregas, Landon Donovan, Tim Howard, il giocatore di tennis Roger Federer, il cestista Kobe Bryant, il famoso personaggio dei cartoni animati Homer Simpson, il collaboratore di lunga data Gael García Bernal e, per la versione italiana, il cantante Bobby Solo.
Il successivo film di González Iñárritu, Biutiful, ha come protagonista Javier Bardem ed è il primo film in lingua spagnola dai tempi di Amores Perros. Il film è presentato in anteprima a Cannes il 17 maggio 2010, e Bardem si aggiudica il premio come Migliore attore, ex aequo con Elio Germano per La nostra vita. Biutiful è candidato ai Golden Globe del 2010 come Miglior film straniero, ai BAFTA come Miglior film non in lingua inglese e rappresenta il Messico nella categoria Miglior film straniero all'83ª edizione della cerimonia di premiazione degli Oscar. Javier Bardem si aggiudica una candidatura come Miglior attore (è la terza della sua carriera) e il film riceve critiche estremamente positive. È considerato da molti uno dei lavori migliori di González Iñárritu.
Nel 2012 dirige lo spot promozionale di Procter & Gamble Best Job, realizzato per le Olimpiadi di Londra 2012 con la musica di Ludovico Einaudi, mentre nel 2014 presenta alla Mostra del Cinema di Venezia Birdman, che nel 2015 sarà candidato a nove premi Oscar, vincendone quattro: miglior film, miglior regista, migliore sceneggiatura originale e migliore fotografia. Così, grazie a questo film, Iñárritu vince i suoi primi tre Oscar. Il film ha incassato inoltre 103 milioni di dollari al botteghino, di cui 42 milioni in patria, ottenendo un buon successo di pubblico.
Tra ottobre 2014 e aprile 2015 si svolgono tra Canada e Argentina le riprese di The Revenant, con protagonisti Leonardo DiCaprio e Tom Hardy, la cui uscita avviene nel dicembre 2015 negli Stati Uniti e a inizio 2016 nel resto del mondo. Nel 2016 il regista messicano si aggiudica il Golden Globe al miglior regista, vincendo inoltre il premio come miglior film drammatico. Per lo stesso film vince per il secondo anno consecutivo (unico finora a riuscirci) il prestigioso Directors Guild of America Award. Ai premi BAFTA di Londra, The Revenant vince cinque premi, inclusi miglior film, miglior regia e miglior attore a DiCaprio. Infine, all'edizione degli Oscar 2016 il film ottiene tre premi a fronte di dodici candidature, e Iñárritu vince per la seconda volta consecutiva la statuetta dorata come miglior regista, eguagliando così il record di John Ford (due vittorie consecutive nel 1941 per Furore e nel 1942 per Com'era verde la mia valle) e Joseph L. Mankiewicz (due vittorie consecutive nel 1950 per Lettera a tre mogli e nel 1951 per Eva contro Eva). Gli altri due Oscar vinti dal film sono: miglior attore protagonista a DiCaprio (il primo della sua carriera) e migliore fotografia a Emmanuel Lubezki (al terzo Oscar consecutivo), che aveva già lavorato con Iñárritu in Birdman.

### Vita privata
Alejandro Gonzalez Iñárritu vive a Los Angeles con la moglie María Eladia Hagerman de González e i loro due figli, María Eladia ed Eliseo.

## Collaboratori
La prima fase della carriera di Alejandro Gonzalez Iñárritu è sicuramente caratterizzata dalla collaborazione con l'amico scrittore Guillermo Arriaga, con il quale ha ideato i soggetti di Amores Perros, 21 grammi e Babel. Dopo la separazione con Arriaga, Iñárritu ha generalmente scritto le sue sceneggiature da solo con il contributo di altri: sono da menzionare i cugini argentini Nicolás Giacobone e Armando Bo, che con il regista messicano hanno collaborato in Biutiful e Birdman.
Per il comparto tecnico è doveroso citare il tecnico del suono Martín Hernández, anche lui messicano, che ha lavorato in tutti i film di Iñárritu, venendo anche candidato a due premi Oscar per il miglior montaggio sonoro per Birdman e Revenant. Proprio con questi ultimi due film, è iniziata anche la collaborazione con il direttore della fotografia Emmanuel Lubezki, che ha fruttato ai due numerosi riconoscimenti in tutto il mondo. Prima del "Chivo" Lubezki, la fotografia dei suoi film è stata sempre curata da Rodrigo Prieto. Altri tecnici da ricordare sono Stephen Mirrione, montatore di tutti i film del cineasta messicano a partire da 21 grammi, Brigitte Broch, scenografa nei suoi primi quattro film, e infine il compositore argentino Gustavo Santaolalla, che ha scritto per Iñárritu le musiche di Amores Perros, 21 grammi, Babel (per il quale ha vinto un Oscar e un BAFTA) e Biutiful. La colonna sonora di Birdman è stata invece realizzata dal batterista jazz messicano Antonio Sanchez, infine quella di Revenant dal compositore giapponese Ryûichi Sakamoto (premio Oscar per L'ultimo imperatore) e da Alva Noto.
Per quanti riguarda gli attori soltanto tre hanno lavorato con Iñárritu più di una volta: si tratta di Gael García Bernal, Adriana Barraza (entrambi in Amores Perros e Babel) e Naomi Watts (21 grammi e Birdman).

## Filmografia

### Regista

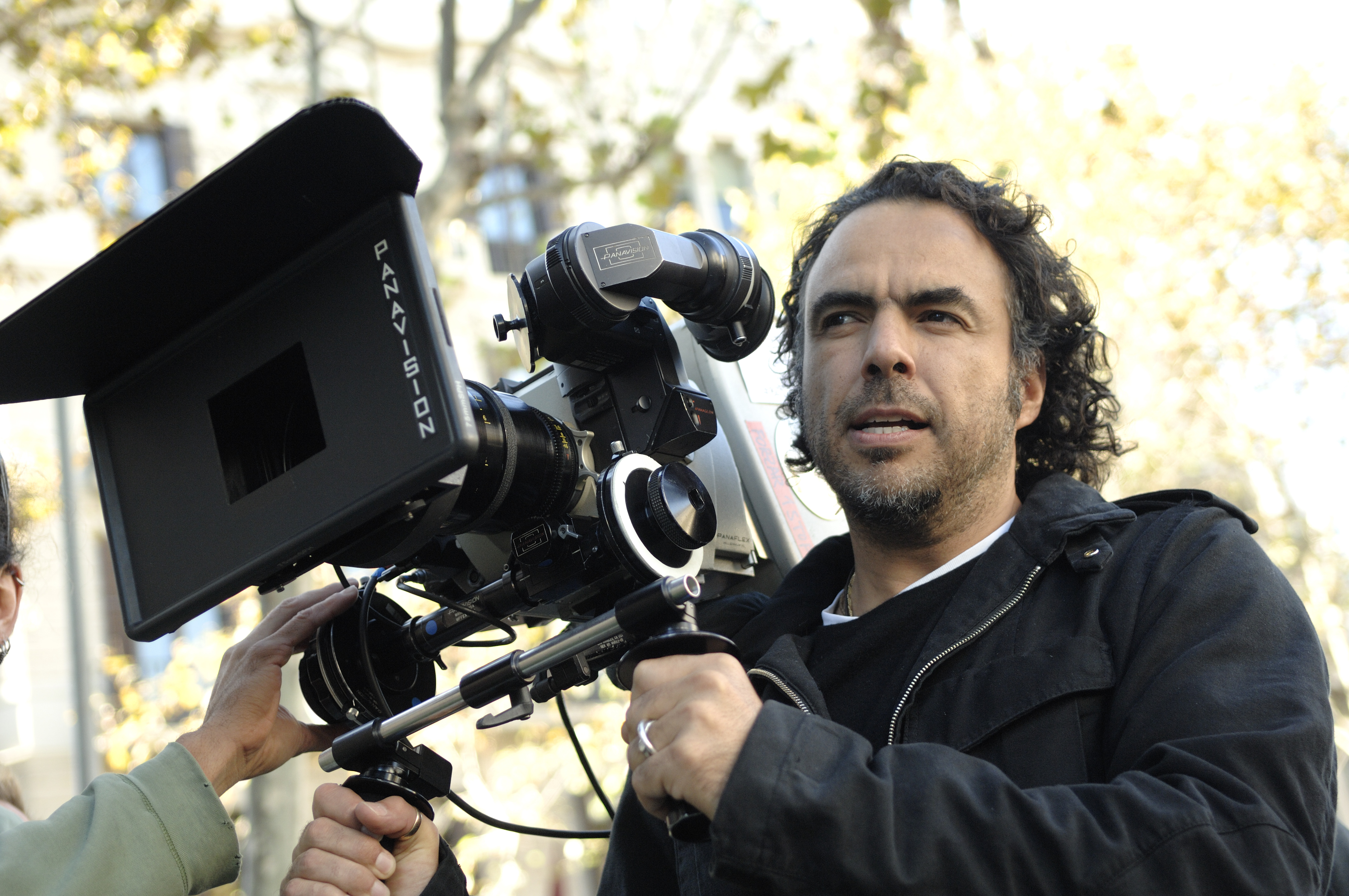
Iñárritu durante le riprese di Biutiful.

#### Lungometraggi
- Amores perros (2000)
- Messico (Mexico), episodio di 11 settembre 2001 (11'09''01 - September 11) (2002)
- 21 grammi (21 Grams) (2003)
- Babel (2006)
- ANNA, segmento di Chacun son cinéma - A ciascuno il suo cinema (Chacun son cinéma) (2007)
- Biutiful (2010)
- Birdman o (L'imprevedibile virtù dell'ignoranza) (Birdman or (The Unexpected Virtue of Ignorance)) (2014)
- Revenant - Redivivo (The Revenant) (2015)
- Bardo, la cronaca falsa di alcune verità (Bardo, falsa crónica de unas cuantas verdades) (2022)

#### Cortometraggi
- El timbre (1996)
- Naran Ja (One Act Orange Dance) (2012)
- Carne y Arena (2017)
- 11 September 2001 (2002)

#### Televisione
- Detrás del dinero (1995) - Film TV
- Powder Keg, episodio di The Hire (2001)

### Sceneggiatore
- Destrás del dinero (1995) - Film TV
- El timbre (1996)
- Amores perros (2000) - soggetto
- Powder Keg, episodio di The Hire (2001)
- Messico, episodio di 11 settembre 2001 (2002)
- 21 grammi (21 Grams) (2003) - soggetto
- Babel (2006) - soggetto
- ANNA, episodio di Chacun son cinéma (2007)
- Biutiful (2010)
- Birdman o (L'imprevedibile virtù dell'ignoranza) (Birdman or (The Unexpected Virtue of Ignorance)) (2014)
- Revenant - Redivivo (The Revenant) (2015)
- Carne y Arena (2017)
- Bardo, la cronaca falsa di alcune verità (Bardo, falsa crónica de unas cuantas verdades) (2022)

### Produttore
- Amores perros, regia di Alejandro González Iñárritu (2000)
- 21 grammi (21 Grams), regia di Alejandro González Iñárritu (2003)
- 9 vite da donna (Nine Lives), regia di Rodrigo García (2005) - Produttore esecutivo
- Babel, regia di Alejandro González Iñárritu (2006)
- Rudo y Cursi, regia di Carlos Cuarón (2008)
- Mother and Child, regia di Rodrigo García (2009) - Produttore esecutivo
- Biutiful, regia di Alejandro González Iñárritu (2010)
- Birdman o (L'imprevedibile virtù dell'ignoranza) (Birdman or (The Unexpected Virtue of Ignorance)), regia di Alejandro González Iñárritu (2014)
- Revenant - Redivivo (The Revenant), regia di Alejandro González Iñárritu (2015)
- Bardo, la cronaca falsa di alcune verità (Bardo, falsa crónica de unas cuantas verdades), regia di Alejandro González Iñárritu (2022)

### Compositore
- Un macho en la cárcel de mujeres, regia di Víctor Manuel Castro (1986)
- Un macho en el salón de belleza, regia di Víctor Manuel Castro (1987)
- Fiera solitaria, regia di Hernando Name (1987)
- Garra de tigre, regia di Hernando Name (1989)
- Bardo, la cronaca falsa di alcune verità (Bardo, falsa crónica de unas cuantas verdades), regia di Alejandro González Iñárritu (2022)

### Montatore
- Amores perros (2000)
- Powder Keg, episodio di The Hire (2001)
- Messico, episodio di 11 settembre 2001 (2002)
- Bardo, la cronaca falsa di alcune verità (Bardo, falsa crónica de unas cuantas verdades), regia di Alejandro González Iñárritu (2022)

### Attore
- Amores perros, regia di Alejandro González Iñárritu (2000) - cameo
- Punto di non ritorno - Before the Flood (Before the Flood), regia di Fisher Stevens (2016)
- Birdman o (L'imprevedibile virtù dell'ignoranza) (Birdman or (The Unexpected Virtue of Ignorance)), regia di Alejandro González Iñárritu (2014) - cameo

## Riconoscimenti
- Premio Oscar
  - 2007 – Candidatura per il Miglior film per Babel
  - 2007 – Candidatura per il Miglior regista per Babel
  - 2015 – Miglior film per Birdman
  - 2015 – Miglior regista per Birdman
  - 2015 – Migliore sceneggiatura originale per Birdman
  - 2016 – Candidatura per il Miglior film per Revenant - Redivivo
  - 2016 – Miglior regista per Revenant – Redivivo
  - 2018 – Oscar Special Achievement Award per Carne y Arena
- Golden Globe
  - 2007 – Miglior film drammatico per Babel
  - 2007 – Candidatura per il Miglior regista per Babel
  - 2015 – Candidatura per il Miglior film commedia o musicale per Birdman
  - 2015 – Candidatura per il Miglior regista per Birdman
  - 2015 – Migliore sceneggiatura per Birdman
  - 2016 – Miglior film drammatico per Revenant – Redivivo
  - 2016 – Miglior regista per Revenant – Redivivo
- Premio BAFTA
  - 2002 – Miglior film non in lingua inglese per Amores perros
  - 2007 – Candidatura per il Miglior film per Babel
  - 2007 – Candidatura per il Miglior regista per Babel
  - 2015 – Candidatura per il Miglior film per Birdman
  - 2015 – Candidatura per il Miglior regista per Birdman
  - 2015 – Candidatura per il Miglior sceneggiatura originale per Birdman
  - 2016 – Miglior film per Revenant – Redivivo
  - 2016 – Miglior regista per Revenant – Redivivo

- Directors Guild of America Awards
  - 2006 – Candidatura per la Miglior regia cinematografica per Babel
  - 2012 – Miglior regia di uno spot pubblicitario per Best Job
  - 2015 – Miglior regia cinematografica per Birdman
  - 2016 – Miglior regia cinematografica per Revenant – Redivivo
- Independent Spirit Awards
  - 2001 – Candidatura per il Miglior film straniero per Amores Perros
  - 2004 – Special Distinction Award per 21 grammi
  - 2015 – Miglior film per Birdman
  - 2015 – Candidatura per il Miglior regia per Birdman
- Festival di Cannes
  - 2000 – Gran Premio della Settimana della Critica per Amores Perros
  - 2006 – Prix de la mise en scène per Babel
  - 2006 – Premio della Giuria Ecumenica per Babel
  - 2006 – Candidatura per la Palma d'oro per Babel
  - 2010 – Candidatura per la Palma d'oro per Biutiful
- Mostra del Cinema di Venezia
  - 2001 – Premio UNESCO per 11 settembre 2001
  - 2003 – Candidatura per il Leone d'oro per 21 grammi
  - 2014 – Candidatura per il Leone d'oro per Birdman
  - 2022 – Candidatura per il Leone d'oro per Bardo, falsa crónica de unas cuantas verdades
- Premio Goya
  - 2011 – Candidatura per la Miglior sceneggiatura originale per Biutiful
- David di Donatello
  - 2007 – Miglior film straniero per Babel
  - 2015 – Miglior film straniero per Birdman
- Saturn Award
  - 2015 – Candidatura per il Miglior regia per Birdman[11]
- Premio Ariel
  - 2001 – Miglior regia per Amores perros[12]